# Blitvenica
Blitvenica je nenaseljeni otočić u hrvatskom dijelu Jadranskog mora.
Njegova površina iznosi 0,018 km². Dužina obalne crte iznosi 0,57 km.
Na otoku se nalazi svjetionik "Hrid Blitvenica".